# Илиан Тодоров
Илиан Сашов Тодоров е български политик, бивш регионален координатор на Атака за Югозападна България. Владее английски, испански и руски език. От 2017 г. е областен управител на Софийска област от квотата на Атака.

## Биография
Илиан Тодоров е роден на 1 ноември 1980 година в град София. Завърша икономика в УНСС и Военна академия „Георги Раковски“. Специализира в десет чуждестранни учебни заведения в САЩ и Германия.
През 2011 година започва работа в Атака като регионален координатор за Югозападна България. Сътрудник към Атака в XLI НС в парламентарна комисия по външна политика и отбрана. Технически секретар в Атака.
Народен представител от Атака в XLII и XLIII НС. Заместник-председател на парламентарната комисия по отбрана в XLII НС. Заместник-председател на парламентарна комисия по корупция в XLII НС. Член на парламентарна комисия по отбрана в XLIII НС. Член на парламентарна комисия по корупция в XLIII НС.
През януари 2020 г. напуска Атака след скандал с членове на партията.

Обявява се срещу блокадите в центъра на София на протестиращите срещу правителството:
| „ | „Всеки има право да протестира, да изразява мнение. Това е демокрация. Не може обаче да спираш хората да закарат близките си до спешна помощ, до болницата. Не можеш да възпрепятстваш хората да стигнат до работните си места. Да спираш родители да вземат децата си от детска градина или училище. Да видят възрастните си родители! Не може да отнемаш чужди права, заради собствения ти кеф или възгледи. Нямаш право да блокираш пътища, заради политически си пристрастия. Това е терор! Не може 2 милиона софиянци да бъдат жертва на шепа погазващи закона личности. Никой не ви спира да протестирате, но не пречете на останалите да живеят!“ | “ |

.